# Willie Totten
College Football Hall of Fame 2005
(en) Statistiques sur pro-football-reference
Willie Totten, surnommé Satellite, né le 4 juillet 1962 dans le comté de Leflore, est un joueur et entraîneur américain de football américain.
Totten est le quarterback titulaire entre 1981 à 1985 à l'université d'État de la Vallée du Mississippi (MVSU). Grâce à l'entraîneur Archie « Gunslinger » Cooley et du wide receiver Jerry Rice, Totten établit plus de 50 records de Division I-AA à la passe et permet à Rice d'en établir d'autres à la réception.
Totten joue dans la Ligue canadienne de football (LCF) avec les Lions de la Colombie-Britannique et les Argonauts de Toronto avant de jouer en National Football League (NFL) en tant que joueur de remplacement pendant la grève aux Bills de Buffalo (saison NFL 1987). Totten joue également en Arena Football League (AFL) pour les Bruisers de Chicago, les Gladiators de Pittsburgh et le Night de La Nouvelle-Orléans.
Par la suite, il est entraîneur à l'université d'État de la Vallée du Mississippi puis à l'université d'État d'Albany. À son premier poste d'entraîneur, il a la particularité d'entraîner dans un stade qui porte son nom : le Rice–Totten Field (en) étant nommé en l'honneur de Jerry Rice et Willie Totten.
Il est membre College Football Hall of Fame.